# エド・ハリス
エド・ハリス（Ed Harris, 本名 Edward Allen Harris, 1950年11月28日 - ）は、アメリカ合衆国ニュージャージー州出身の俳優、映画監督。

## 来歴
長老派教会会員の中流階級の家庭で、3人兄弟の次男として生まれる。イングランド系、ドイツ系、ウェールズの血を引く。
高校ではフットボールチームでキャプテンを務め、チームを優勝に導いた。
1969年、スポーツ奨学金でコロンビア大学に進学したが挫折。2年後に家族の引っ越しに伴いオクラホマ州へ移り、演劇に興味をもったことからオクラホマ大学へ入学する。地元の劇場で働いた後、カルフォルニア芸術大学で再び演技を学んだ。
1975年、ファインアートで教養学士となる。
俳優としての転機は1980年公開の『ボーダーライン』でチャールズ・ブロンソンと共演したことだった。翌年の『ナイトライダーズ』ではバイクに乗ったアーサー王を演じた。1989年の『ジャックナイフ』でゴールデングローブ賞に初ノミネート。1995年の『アポロ13』ではゴールデングローブ賞、アカデミー賞にノミネートされたが、受賞には至らなかった。1998年『トゥルーマン・ショー』でゴールデングローブ賞 助演男優賞を受賞した。
2000年の『ポロック 2人だけのアトリエ』では監督を務め、アカデミー賞主演男優賞にノミネートされた。2005年には『ヒストリー・オブ・バイオレンス』で全米映画批評家協会賞助演男優賞を受賞した。

## 私生活
1983年に『プレイス・イン・ザ・ハート』で共演したエイミー・マディガンと結婚。1人の娘がいる。

## 主な出演作品

### 映画
| 公開年 | 邦題 原題                                                                            | 役名                                     | 備考                                 | 吹き替え                                                                 |
| ------ | ------------------------------------------------------------------------------------ | ---------------------------------------- | ------------------------------------ | ------------------------------------------------------------------------ |
| 1978   | コーマ Coma                                                                          | レジデント                               |                                      |                                                                          |
| 1980   | ボーダーライン Borderline                                                            | ホッチキス                               |                                      |                                                                          |
| 1981   | ナイトライダーズ Knightriders                                                        | ビリー                                   |                                      |                                                                          |
| 1982   | クリープショー Creepshow                                                             | ハンク                                   |                                      | 秋元羊介                                                                 |
| 1983   | ライトスタッフ The Right Stuff                                                       | ジョン・グレン                           |                                      | 牛山茂                                                                   |
| 1983   | アンダー・ファイア Under Fire                                                        | オーテス                                 |                                      | 若本規夫                                                                 |
| 1984   | スイング・シフト Swing Shift                                                         | ジャック・ウォルシュ                     |                                      |                                                                          |
| 1984   | プレイス・イン・ザ・ハート Places in the Heart                                       | ウェイン                                 |                                      |                                                                          |
| 1985   | コードネームはエメラルド Code Name: Emerald                                          | ガス・ラング                             |                                      |                                                                          |
| 1985   | アラモベイ Alamo Bay                                                                 | Shang Pierce                             |                                      |                                                                          |
| 1985   | ジェシカ・ラングの スウィート・ドリーム Sweet Dreams                                 | チャーリー                               |                                      |                                                                          |
| 1987   | 情事の突破口!/追いつめられたエリート弁護士の復讐 The Last Innocent Man               | ハリー・ナッシュ                         | テレビ映画                           |                                                                          |
| 1987   | ウォーカー Walker                                                                    | ウィリアム・ウォーカー                   |                                      |                                                                          |
| 1988   | ワルシャワの悲劇 神父暗殺 To Kill a Priest                                           | ステファン                               |                                      |                                                                          |
| 1989   | ジャックナイフ Jacknife                                                              | デヴィッド・フラニガン                   |                                      |                                                                          |
| 1989   | アビス The Abyss                                                                     | バッド・ブリッグマン                     |                                      | 仲村秀生（ソフト版） 大塚明夫（フジテレビ版）                            |
| 1991   | ステート・オブ・グレース State Of Grace                                              | フランキー                               |                                      | 有本欽隆（VHS版） 磯部勉（テレビ東京版）                                 |
| 1991   | パリス・トラウト Paris Trout                                                         | ハリー                                   |                                      |                                                                          |
| 1992   | 摩天楼を夢みて Glengarry Glen Ross                                                   | デイヴ・モス                             |                                      | 堀勝之祐                                                                 |
| 1992   | 立候補/ダーティ・トリックス Running Mates                                            | ヒュー・ハサウェイ                       | テレビ映画                           |                                                                          |
| 1993   | ザ・ファーム 法律事務所 The Firm                                                     | ウェイン・タランス                       |                                      | 大塚明夫（ソフト版） 納谷六朗（フジテレビ版）                            |
| 1993   | ニードフル・シングス Needful Things                                                  | アラン                                   |                                      | 菅生隆之                                                                 |
| 1994   | チャイナ・ムーン China Moon                                                          | カイル                                   |                                      |                                                                          |
| 1994   | ミルク・マネー Milk Money                                                            | トム                                     |                                      | 納谷六朗                                                                 |
| 1995   | 理由 Just Cause                                                                      | ブレア・サリヴァン                       |                                      | 千田光男（ソフト版） 大塚芳忠（テレビ東京版）                            |
| 1995   | アポロ13 Apollo 13                                                                   | ジーン・クランツ                         |                                      | 納谷六朗（ソフト版） 津嘉山正種（フジテレビ版） 小川真司（テレビ朝日版） |
| 1995   | ニクソン Nixon                                                                       | エヴェレット・ハワード・ハント           |                                      | 西村知道                                                                 |
| 1996   | レイジング・ブレット/復讐の銃弾 Eye for an Eye                                       | マック                                   |                                      | 納谷六朗（ソフト版） 屋良有作（テレビ東京版）                            |
| 1996   | ザ・ロック The Rock                                                                  | フランシス・X・ハメル准将                |                                      | 柴田秀勝（ソフト版） 津嘉山正種（日本テレビ版） 小川真司（テレビ朝日版） |
| 1997   | 目撃 Absolute Power                                                                  | セス・フランク                           |                                      | 磯部勉（ソフト版） 池田勝（テレビ朝日版）                                |
| 1998   | トゥルーマン・ショー The Truman Show                                                 | クリストフ                               | ゴールデングローブ賞 助演男優賞 受賞 | 納谷六朗（ソフト版） 堀勝之祐（フジテレビ版）                            |
| 1998   | グッドナイト・ムーン Stepmom                                                         | ルーク・ハリソン                         |                                      | 佐古正人                                                                 |
| 1998   | 奇蹟の詩 サード・ミラクル The Third Miracle                                          | フランク                                 |                                      | 内田直哉                                                                 |
| 2000   | ポロック 2人だけのアトリエ Pollock                                                   | ジャクソン・ポロック                     | 兼監督・製作・脚本                   | 金尾哲夫（ソフト版）                                                     |
| 2000   | スターリングラード Enemy at the Gates                                                | ケーニッヒ少佐                           |                                      | 佐々木勝彦（ソフト版） 津嘉山正種（日本テレビ版）                        |
| 2001   | 戦争のはじめかた Buffalo Soldiers                                                    | バーマン大佐                             |                                      | 小島敏彦                                                                 |
| 2001   | ビューティフル・マインド A Beautiful Mind                                            | パーチャー                               |                                      | 有本欽隆                                                                 |
| 2002   | めぐりあう時間たち The Hours                                                         | リチャード・ブラウン                     |                                      | 村田則男                                                                 |
| 2003   | ボブ・ディランの頭のなか Masked and Anonymous                                        | オスカー                                 |                                      |                                                                          |
| 2003   | 白いカラス The Human Stain                                                           | レスター・ファーリー                     |                                      | 池田勝                                                                   |
| 2003   | 僕はラジオ Radio                                                                     | ハロルド・ジョーンズ                     |                                      | 有本欽隆                                                                 |
| 2005   | ヒストリー・オブ・バイオレンス A History of Violence                                 | カール・フォガティ                       |                                      | 土師孝也                                                                 |
| 2005   | 追憶の街 エンパイア・フォールズ Empire Falls                                         | マイルス                                 | テレビ映画                           |                                                                          |
| 2006   | 敬愛なるベートーヴェン Copying Beethoven                                             | ルートヴィヒ・ヴァン・ベートーヴェン     |                                      | 原康義                                                                   |
| 2007   | ゴーン・ベイビー・ゴーン Gone Baby Gone                                              | レミー・ブレサント                       |                                      | 菅生隆之                                                                 |
| 2007   | ザ・クリーナー 消された殺人 Cleaner                                                  | エディ・ロレンゾ                         |                                      | 菅生隆之                                                                 |
| 2007   | ナショナル・トレジャー リンカーン暗殺者の日記 National Treasure: The Book of Secrets | ウィルキンソン                           |                                      | 菅生隆之                                                                 |
| 2008   | アパルーサの決闘 Appaloosa                                                           | ヴァージル・コール                       | 兼監督・製作・脚本 日本劇場未公開    | 佐々木勝彦                                                               |
| 2010   | アメリカン・プリズン Once Fallen                                                     | リアム・ライアン                         | 日本劇場未公開                       | （吹き替え版なし）                                                       |
| 2010   | ウェイバック -脱出6500km- The Way Back                                               | ミスター・スミス                         |                                      | 菅生隆之                                                                 |
| 2010   | バージニア その町の秘密 Virginia                                                     | リチャード・“ディック”・ティプトン保安官 | 日本劇場未公開                       | （吹き替え版なし）                                                       |
| 2011   | スクール・デイズ That's What I Am                                                    | サイモン先生                             | 日本劇場未公開                       |                                                                          |
| 2011   | サルベーション Salvation Boulevard                                                   | ポール・ブレイロック教授                 | 日本劇場未公開                       | （吹き替え版なし）                                                       |
| 2012   | 崖っぷちの男 Man on a Ledge                                                          | デイヴィッド・イングランダー             |                                      | 菅生隆之                                                                 |
| 2012   | ゲーム・チェンジ 大統領選を駆け抜けた女 Game Change                                  | ジョン・マケイン                         | テレビ映画                           | 佐々木勝彦                                                               |
| 2013   | スウィート・エンジェル Sweet Vengeance                                               | コーネリアス・ジャクソン保安官           | 兼製作総指揮 日本劇場未公開          | （吹き替え版なし）                                                       |
| 2013   | ファントム/開戦前夜 Phantom                                                          | デミ                                     |                                      | 玉野井直樹                                                               |
| 2013   | ペイン&ゲイン 史上最低の一攫千金 Pain & Gain                                         | エド・デュボイス3世                      |                                      | 菅生隆之                                                                 |
| 2013   | スノーピアサー Snowpiercer                                                           | ウィルフォード                           |                                      | 菅生隆之                                                                 |
| 2013   | ゼロ・グラビティ Gravity                                                             | ミッション・コントロール                 | 声の出演                             | 岩崎ひろし                                                               |
| 2013   | フェイス・オブ・ラブ The Face of Love                                                | トム / ギャレット                        |                                      | （吹き替え版なし）                                                       |
| 2014   | プレーンズ2 ファイアー&レスキュー Planes: Fire & Rescue                              | ブレード・レンジャー                     | 声の出演                             | 金尾哲夫                                                                 |
| 2014   | アナーキー Cymbeline                                                                 | シンベリン                               |                                      | 菅生隆之                                                                 |
| 2015   | ラン・オールナイト Run All Night                                                     | ショーン・マグワイア                     |                                      | 菅生隆之                                                                 |
| 2015   | サスペクツ・ダイアリー すり替えられた記憶 The Adderall Diaries                       | ニール・エリオット                       | 日本劇場未公開                       | 及川ナオキ                                                               |
| 2016   | ハリウッド・スキャンダル Rules Don't Apply                                           | ブランスフォード氏                       | 日本劇場未公開                       | 山内健嗣                                                                 |
| 2016   | 疑わしき戦い In Dubious Battle                                                       | ジョイ                                   |                                      | （吹き替え版なし）                                                       |
| 2017   | ジオストーム Geostorm                                                                | レオナルド・デッコム                     |                                      | 菅生隆之                                                                 |
| 2017   | さようなら、コダクローム Kodachrome                                                  | ベン                                     |                                      | 菅生隆之                                                                 |
| 2017   | マザー! mother!                                                                      | 男性                                     |                                      | 菅生隆之                                                                 |
| 2019   | ラスト・フル・メジャー 知られざる英雄の真実 The Last Full Measure                    | レイ・モット                             |                                      | 藤井隼                                                                   |
| 2020   | 沈黙のレジスタンス 〜ユダヤ孤児を救った芸術家〜 Resistance                           | ジョージ・S・パットン                    |                                      | （吹き替え版なし）                                                       |
| 2021   | ロスト・ドーター The Lost Daughter                                                   | ライル                                   |                                      | 山内健嗣                                                                 |
| 2022   | トップガン マーヴェリック Top Gun: Maverick                                          | チェスター・“ハンマー”・ケイン少将       | [ 6 ]                                | 菅生隆之                                                                 |
| 2023   | 1984年、ダウンタウン・アウル DOWNTOWN OWL                                            | ホレス                                   |                                      | （吹き替え版なし）                                                       |
| 2024   | 愛はステロイド Love Lies Bleeding                                                    | ロウ・ラングストン・シニア               |                                      |                                                                          |

### テレビシリーズ
| 放映年 | 邦題 原題                     | 役名                  | 備考                         | 吹き替え                                    |
| ------ | ----------------------------- | --------------------- | ---------------------------- | ------------------------------------------- |
| 1981   | 白バイ野郎ジョン&パンチ Chips | ロニー                | 計1話出演                    | 千田光男                                    |
| 1994   | ザ・スタンド The Stand        | スターキー            | ミニシリーズ、クレジットなし | 玄田哲章                                    |
| 2016-  | ウエストワールド Westworld    | 黒服の男 / ウィリアム |                              | 有本欽隆（シーズン1） 金尾哲夫（シーズン2） |

## 日本語吹き替え
主に担当しているのは、以下の二人である。
菅生隆之
『ニードフル・シングス』で初担当。2000年代後半に入ってからは大半の作品で担当するようになり、最も多く吹き替えている。菅生演じるハリスは業界内でも評価が高く、吹替演出家の依田孝利は『トップガン マーヴェリック』で菅生にオファーできたことを「本当にうれしかった」と語っている。
納谷六朗
『ミルク・マネー』で初担当。主に1990年代の作品を担当し、菅生の次に多く吹き替えていた。
このほかにも、有本欽隆、津嘉山正種、佐々木勝彦、金尾哲夫、小川真司、堀勝之祐、千田光男、池田勝、磯部勉なども複数回、声を当てている。

## アカデミー賞ノミネート歴
これまで4度アカデミー賞にノミネートされているが、未だ受賞がない。
| アカデミー賞 | 1995年 | 助演男優賞 | 『アポロ13』                   | ノミネート |
| アカデミー賞 | 1998年 | 助演男優賞 | 『トゥルーマン・ショー』       | ノミネート |
| アカデミー賞 | 2000年 | 主演男優賞 | 『ポロック 2人だけのアトリエ』 | ノミネート |
| アカデミー賞 | 2002年 | 助演男優賞 | 『めぐりあう時間たち』         | ノミネート |